# Sinoesfera
La sinoesfera es el área geográfica del este de Asia cuya historia y cultura se relaciona más directamente con la de China. Los países y territorios que entran de lleno dentro de esta categoría son Corea del Sur, Corea del Norte, Taiwán, Japón, Vietnam, Singapur y China.

## Características

### Sinogramas
El nombre chino del concepto «sinoesfera» significa literalmente «círculo cultural de los sinogramas» por lo que el concepto del uso de los caracteres chinos es determinante en el concepto.[cita requerida] Los pueblos de la sinoesfera se caracterizan por haber utilizado a lo largo de la historia los sinogramas (caracteres chinos), especialmente en los trabajos literarios y también en documentos de gobierno. Sin embargo son muchos los países actuales que forman la sinoesfera que no continúan su uso:
- Vietnam: se han sustituido completamente por una variante del alfabeto latino
- Corea del Sur: se han sustituido por el alfabeto coreano, Hangul pero se siguen utilizando esporádicamente para desambiguar palabras homófonas
- Corea del Norte: se han sustituido completamente por el alfabeto coreano
- Mongolia: se han sustituido completamente por el alfabeto cirílico

Aunque ha habido propuestas de sustituir los sinogramas por un alfabeto fonético que fuese menos complejo, en Japón y China los sinogramas se siguen utilizando para la comunicación escrita y se ha rechazado sustituirlos porque están considerados un rasgo esencial de sus identidades nacional y cultural. Utilizan oficialmente los sinogramas:
- Escritura china
- Escritura japonesa

### Idiomas
El sinoesfera no se caracteriza por la homogeneidad lingüística. A nivel nacional las lenguas de cada país pertenecen a familias lingüísticas distintas: el idioma mongol, pertenece a la familia de las lenguas mongólicas; el idioma coreano es una lengua aislada, forma la lengua aislada con más hablantes del mundo; el japonés forma parte de la familia de lenguas japónicas, anteriormente considerada como una lengua aislada; el vietnamita es parte de la familia de lenguas austroasiáticas; por último, las diversas lenguas conocidas conjuntamente como chino forman parte de las lenguas sino-tibetanas y son habladas en estas áreas:
- China continental (中國大陸, 1300 millones de habitantes);
- Taiwán (台灣, 23 millones);
- Hong Kong (香港, 7 millones);
- Macao (澳門, 520 000);
- Singapur (新加坡, 5 millones).

A nivel regional también existe gran diversidad lingüística, aunque debido al prestigio histórico de las respectivas lenguas nacionales las lenguas regionales son habladas de forma minoritaria. Hay numerosas minorías en estos países como los ainus en Japón; Corea es relativamente homogénea; en Mongolia existen multitud de diferentes tribus nómadas y sedentarias y en Vietnam hay una pluralidad de lenguas minoritarias como las tai, muong o jemera. 
En China se habla oficialmente el chino hablado común forma regulada del chino mandarín, pero también hay numerosas otras variedades orales de chino (tales como el wu y el yue). Las regiones autónomas tienen sus propias lenguas oficiales además del chino (mongol, uigur, tibetano, etc.) y distintos dialectos de estas lenguas; en Taiwán y Singapur, se habla oficialmente el mandarín y también se usa mucho el minnan. En Hong Kong y en Macao, se habla cantonés y tras la integración, cada vez más el mandarín. En Hong Kong además se utiliza bastante el inglés.